# گرادیشته (استان گابرووو)
گرادیشته (به بلغاری: Gradishte) یک منطقهٔ مسکونی در بلغارستان است که در سولیوو واقع شده‌است.